# Zoltán Szabó (językoznawca)
Zoltán Szabó (ur. 18 lutego 1927 w Valea Lungă, zm. 22 czerwca 2007 w Klużu-Napoce) – węgierski językoznawca. W swojej działalności naukowo-badawczej zajmował się stylistyką oraz dziejami węgierskiego języka literackiego.

## Życiorys
Pierwotnie podjął studia w zakresie języka angielskiego i niemieckiego na Uniwersytecie Babeșa i Bolyaia (Rumunia). Przekształcenie programu uniwersyteckiego zmusiło go jednak do odbycia studiów hungarystycznych, które ukończył w 1952 r.
Wykładał na tej samej uczelni; od 1953 r. asystent, od 1957 r. adiunkt, od 1961 r. docent. W latach 1971–1993 pracował na stanowisku profesora uniwersyteckiego. Przebywał także na uczelniach w Bukareszcie, Peczu, Miszkolcu i Budapeszcie.

## Wybrana twórczość
- A háromszéki o-zás történetéből (1960)
- Petőfi és Arany népi realizmusának főbb stílusjegyeiről (1964)
- A képzők leíró vizsgálatának néhány lehetőségérőé (1967)
- Kis magyar stílustörténet (1970)
- Tanulmányok a magyar impresszionista stílusról (1976)
- A mai stilisztika nyelvelméleti alapjai (1977)
- Szövegnyelvészet és stilisztika (1988)